# Juliusz Palczewski
Juliusz K. Palczewski (ur. 15 marca 1932 w Wilnie, zm. 9 sierpnia 2014) – polski anglista, badacz twórczości Herberta George'a Wellsa.

## Życiorys
Ukończył studia anglistyczne na Uniwersytecie Warszawskim (1955). W latach 1956–1968 pracował na macierzystej uczelni. W 1968 obronił pracę doktorską H.G. Wells jako historyk przyszłości napisaną pod kierunkiem Margaret Schlauch. W latach 1970–1972 pracował na Uniwersytecie w Liverpoolu, w latach 1972–1997 na Uniwersytecie Wrocławskim. W 1997 przeszedł na emeryturę. Następnie pracował jeszcze w Wyższej Szkole Języków Obcych i Ekonomii (następnie Akademii Polonijnej) w Częstochowie. W 2013 otrzymał na Uniwersytecie Jagiellońskim stopień doktora habilitowanego.
Jest autorem książek Utopista bez złudzeń. Herbert George Wells (1976) i John Galsworthy (1982). W serii Biblioteka Narodowa opracował prace H.G. Wellsa: Historię świata (1978 – seria II, tom 195), Wehikuł czasu (1985 – seria II, tom 216) i Cztery nowele grozy (2012 – seria II, tom 258). W tym ostatnim tomie przetłumaczył także trzy nowele – Kwitnienie dzikiej orchidei, Ćma i Sen o Armageddonie (czwartą nowelę w tym zbiorze – Gwiazda przetłumaczył Bronisław Falk). 
Za opracowanie Wehikułu czasu H.G. Wellsa otrzymał nagrodę literacką miesięcznika Fantastyka za rok 1985.
Pochowany na cmentarzu w Józefowie.